# Neogammarus adriaticus
Neogammarus adriaticus is een vlokreeftensoort uit de familie van de Gammaridae. De wetenschappelijke naam van de soort is voor het eerst geldig gepubliceerd in 1973 door Karaman.